# Persone di nome Camille
| Questa pagina contiene informazioni ricavate automaticamente dalle voci biografiche con l'ausilio del template Bio e di un bot. L'aggiornamento è periodico e automatico e ricostruisce completamente la pagina. Se manca una persona in questa lista, sei pregato di non aggiungerla, ma accertati piuttosto che la sua voce biografica contenga il template Bio e che i dati anagrafici siano correttamente compilati. Se il template Bio manca, inseriscilo tu stesso o, in alternativa, metti l'avviso {{tmp\|Bio}} che ne segnala la mancanza. Se i dati riportati sono sbagliati, correggi direttamente la voce biografica; le modifiche saranno visibili in questa lista entro pochi giorni. Per chiarimenti vedi il progetto antroponimi. La lista contiene solo le 112 persone che sono citate nell'enciclopedia e per le quali è stato implementato correttamente il template Bio. Pagina aggiornata al 23 mar 2025. |

Questa è una lista di persone presenti nell'enciclopedia che hanno il nome Camille, suddivise per attività principale.

## Allenatori di calcio(1)
- Camille Libar, allenatore di calcio e calciatore lussemburghese (Dudelange, n. 1917 - † 1991)

## Allenatrici di calcio(1)
- Camille Abily, allenatrice di calcio e ex calciatrice francese (Rennes, n. 1984)

## Archeologi(1)
- Camille Enlart, archeologo e storico dell'arte francese (Boulogne-sur-Mer, n. 1862 - Parigi, † 1927)

## Arpiste(1)
- Camille e Kennerly Kitt, arpista, attrice e youtuber statunitense (n. 1989)

## Attrici(9)
- Camille Coduri, attrice britannica (Wandsworth, n. 1965)
- Camille Cottin, attrice francese (Boulogne-Billancourt, n. 1978)
- Camille Guaty, attrice statunitense (California, n. 1978)
- Camille Japy, attrice francese (Bruxelles, n. 1968)
- Camille Keaton, attrice statunitense (Pine Bluff, n. 1947)
- Camille Lou, attrice, cantante e musicista francese (Barsilles,, n. 1992)
- Camille Saviola, attrice statunitense (New York, n. 1950 - Los Angeles, † 2021)
- Camille Sullivan, attrice canadese (Toronto, n. 1975)
- Camille Winbush, attrice e doppiatrice statunitense (Culver City, n. 1990)

## Calciatori(6)
- Camille Dimmer, calciatore e politico lussemburghese (Clervaux, n. 1939 - † 2023)
- Camille Muzinga, ex calciatore della Repubblica Democratica del Congo (n. 1980)
- Camille Nys, calciatore belga (Saint-Gilles, n. 1888)
- Camille Oponga, ex calciatore della Repubblica del Congo (Brazzaville, n. 1978)
- Camille Schumacher, calciatore lussemburghese (Esch-sur-Alzette, n. 1896 - Esch-sur-Alzette, † 1977)
- Camille Wagner, calciatore lussemburghese (Schifflange, n. 1925 - Lussemburgo, † 2014)

## Calciatrici(2)
- Camille Catala, ex calciatrice francese (Montpellier, n. 1991)
- Camille Robillard, calciatrice francese (Saint-Nazaire, n. 2005)

## Cantanti(3)
- Jehnny Beth, cantante, musicista e attrice francese (Poitiers, n. 1984)
- Camille, cantante e attrice belga (Wevelgem, n. 2001)
- Camille Jones, cantante danese (Skanderborg, n. 1973)

## Cantautrici(2)
- Camille, cantautrice francese (Parigi, n. 1978)
- Kamille, cantautrice, paroliera e produttrice discografica britannica (Londra, n. 1988)

## Cestiste(3)
- Camille Cooper, ex cestista statunitense (Georgetown, n. 1979)
- Camille LeNoir, ex cestista statunitense (Inglewood, n. 1986)
- Camille Thompson, ex cestista canadese (Salmon Arm, n. 1971)

## Cestisti(1)
- Camille Gobey, cestista ivoriano (Abidjan, † 2018)

## Chimici(1)
- Camille Sandorfy, chimico ungherese (Budapest, n. 1920 - Parigi, † 2006)

## Ciclisti su strada(4)
- Camille Beeckman, ciclista su strada belga (Meerbecke, n. 1910 - Ninove, † 1994)
- Camille Danguillaume, ciclista su strada francese (Châteaulin, n. 1919 - Arpajon, † 1950)
- Camille Le Menn, ex ciclista su strada francese (Brest, n. 1934)
- Camille Michielsen, ciclista su strada belga (Lille, n. 1910 - Kapellen, † 1983)

## Compositori(2)
- Camille Erlanger, compositore francese (Parigi, n. 1863 - Parigi, † 1919)
- Camille Pleyel, compositore e pianista francese (Strasburgo, n. 1788 - Parigi, † 1855)

## Critici musicali(1)
- Camille Bellaigue, critico musicale e musicologo francese (Parigi, n. 1858 - Parigi, † 1930)

## Diplomatici(1)
- Camille Barrère, diplomatico francese (La Charité-sur-Loire, n. 1851 - Parigi, † 1940)

## Filologi(1)
- Camille Chabaneau, filologo, saggista e grammatico francese (Nontron, n. 1831 - Nontron, † 1908)

## Filosofe(1)
- Camille Paglia, filosofa statunitense (Endicott, n. 1947)

## Filosofi(1)
- Camille Riquier, filosofo francese (n. 1974)

## Fondisti(1)
- Camille Mandrillon, fondista e sciatore di pattuglia militare francese (Les Rousses, n. 1891 - La Tronche, † 1969)

## Fotografi(1)
- Camille Silvy, fotografo francese (Nogent-le-Rotrou, n. 1834 - Saint-Maurice, † 1910)

## Fotoreporter(1)
- Camille Lepage, fotoreporter francese (Angers, n. 1988 - Bouar, † 2014)

## Funzionari(1)
- Camille de Tournon-Simiane, prefetto francese (Atp, n. 1778 - Parigi, † 1833)

## Generali(2)
- Camille d'Hostun, generale e nobile francese (Lione, n. 1652 - Parigi, † 1728)
- Camille Alphonse Trézel, generale francese (Parigi, n. 1780 - Parigi, † 1860)

## Geografe(1)
- Camille Schmoll, geografa francese

## Giocatori di football americano(1)
- Camille Thouary, giocatore di football americano francese

## Imprenditori(3)
- Camille Beauvais, imprenditore e inventore francese († 1851)
- Camille Cavallier, imprenditore francese (Pont-à-Mousson, n. 1854 - Maxéville, † 1926)
- Camille de Renesse, imprenditore e scrittore belga (Bruxelles, n. 1836 - Nizza, † 1904)

## Ingegneri(3)
- Camille Alphonse Faure, ingegnere francese (Vizille, n. 1840 - Parigi, † 1898)
- Camille Jenatzy, ingegnere e pilota automobilistico belga (Schaerbeek, n. 1868 - Habay-la-Neuve, † 1913)
- August de Maere d'Aertrycke, ingegnere e politico belga (Sint-Niklaas, n. 1826 - Aertrycke, † 1900)

## Insegnanti(1)
- Camille Dumoulié, insegnante e saggista francese (n. 1955)

## Librettisti(1)
- Camille du Locle, librettista, impresario teatrale e regista teatrale francese (Orange, n. 1832 - Capri, † 1903)

## Martelliste(1)
- Camille Sainte-Luce, martellista francese (Le Blanc-Mesnil, n. 1996)

## Matematici(1)
- Camille Jordan, matematico francese (Lione, n. 1838 - Parigi, † 1922)

## Medici(1)
- Camille Biot, medico francese (Châtenoy-le-Royal, n. 1850 - Mâcon, † 1918)

## Militari(4)
- Camille Charles Le Clerc de Fresne, militare e politico francese (Lione, n. 1741 - Saint-Symphorien-sur-Coise, † 1797)
- David Charpentier de Cossigny, militare e politico francese (Gaillac, n. 1740 - Plaines Wilhems, † 1801)
- Camille de Nompère de Champagny, militare e diplomatico francese (Parigi, n. 1827 - Rueil-Malmaison, † 1882)
- Camille Plubeau, militare e aviatore francese (Auxelles-Haut, n. 1910 - Antibes, † 1998)

## Missionari(3)
- Camille Valentin Stappers, missionario e vescovo cattolico belga (Hasselt, n. 1885 - Anversa, † 1964)
- Camille Van Ronslé, missionario e vescovo cattolico belga (Lovendegem, n. 1862 - Boma, † 1938)
- Camille Verfaillie, missionario e vescovo cattolico belga (Hooglede, n. 1892 - Bruxelles, † 1980)

## Modelle(4)
- Camille Cerf, modella francese (Calais, n. 1994)
- Camille Razat, modella e attrice francese (Saint-Jean, n. 1994)
- Camille Rowe, modella francese (Parigi, n. 1990)
- Camille Schrier, modella statunitense (Doylestown, n. 1995)

## Nobili(1)
- Camille Armand de Polignac, nobile e militare francese (Millemont, n. 1832 - Parigi, † 1913)

## Nuotatori(1)
- Camille Lacourt, ex nuotatore francese (Narbona, n. 1985)

## Nuotatrici(3)
- Camille Muffat, nuotatrice francese (Nizza, n. 1989 - Villa Castelli, † 2015)
- Camille Radou, nuotatrice francese (n. 1993)
- Camille Wright, ex nuotatrice statunitense (New Albany, n. 1955)

## Operai(1)
- Camille Langevin, operaio francese (Bordeaux, n. 1843 - Parigi, † 1913)

## Pattinatrici di short track(1)
- Camille de Serres-Rainville, pattinatrice di short track canadese (Montréal, n. 1995)

## Pittori(4)
- Camille Bombois, pittore francese (Venarey-les-Laumes, n. 1883 - † 1970)
- Camille Bryen, pittore e poeta francese (Nantes, n. 1907 - Parigi, † 1977)
- Camille Martin, pittore, disegnatore e incisore francese (Nancy, n. 1861 - Nancy, † 1898)
- Clovis Trouille, pittore francese (La Fère, n. 1889 - Parigi, † 1975)

## Pittrici(1)
- Camille Rose Garcia, pittrice, scultrice e illustratrice statunitense (n. 1970)

## Politici(8)
- Odilon Barrot, politico francese (Villefort, n. 1791 - Bougival, † 1873)
- Camille Chamoun, politico libanese (Deir el Kamar, n. 1900 - Beirut, † 1987)
- Camille Chautemps, politico francese (Parigi, n. 1885 - Washington, † 1963)
- Camille Decoppet, politico svizzero (Suscévaz, n. 1882 - Berna, † 1925)
- Camille Desmoulins, politico, avvocato e rivoluzionario francese (Guise, n. 1760 - Parigi, † 1794)
- Camille Ournac, politico francese (Tolosa, n. 1845 - Tolosa, † 1925)
- Camille Sudre, politico francese (Royat, n. 1948)
- Camille Thèriault, politico canadese (Baie-Sainte-Anne, n. 1955)

## Presbiteri(1)
- Camille Perl, presbitero lussemburghese (Mamer, n. 1938 - Città del Vaticano, † 2018)

## Registi(2)
- Camille Vidal-Naquet, regista e sceneggiatore francese (Nevers, n. 1972)
- Camille de Morlhon, regista e sceneggiatore francese (Parigi, n. 1869 - Parigi, † 1952)

## Rugbisti a 15(2)
- Camille Chat, rugbista a 15 francese (Auxerre, n. 1995)
- Camille Lopez, rugbista a 15 francese (Oloron-Sainte-Marie, n. 1989)

## Sciatrici alpine(2)
- Camille Cerutti, sciatrice alpina francese (Marsiglia, n. 1998)
- Camille Rast, sciatrice alpina svizzera (Vétroz, n. 1999)

## Sciatrici freestyle(1)
- Camille Cabrol, sciatrice freestyle francese (Sallanches, n. 1997)

## Sciatrici nautiche(1)
- Camille Poulain-Ferarios, sciatrice nautica francese (n. 1994)

## Scrittori(2)
- Camille Ammoun, scrittore libanese (Beirut, n. 1975)
- Camille Lemonnier, scrittore, giornalista e poeta belga (Ixelles, n. 1844 - Ixelles, † 1913)

## Scrittrici(2)
- Camille DeAngelis, scrittrice statunitense (Camden, n. 1980)
- Camille Laurens, scrittrice francese (Digione, n. 1957)

## Scultrici(1)
- Camille Claudel, scultrice francese (Fère-en-Tardenois, n. 1864 - Montfavet, † 1943)

## Storici(1)
- Camille Jullian, storico, filologo e archeologo francese (Marsiglia, n. 1859 - Parigi, † 1933)

## Tenniste(2)
- Camille Benjamin, ex tennista statunitense (Cleveland, n. 1966)
- Camille Pin, ex tennista francese (Nizza, n. 1981)

## Veliste(1)
- Camille Lecointre, velista francese (Harfleur, n. 1985)

## Velisti(1)
- Émile Michelet, velista francese (Parigi, n. 1867 - Sartrouville, † 1935)

## Wrestler(1)
- Tarzan Tyler, wrestler canadese (Montréal, n. 1927 - Montréal, † 1985)